# Tiny Winters
Tiny Winters (geboren als Frederick Gittens), (Londen, 24 januari 1909 - aldaar, 7 februari 1996) was een Britse jazzbassist, zanger en bandleider.
Winters speelde als kind viool. Later ging hij contrabas spelen, waarbij hij beïnvloed werd door Pops Foster. Hij werkte in de band van Roy Fox, een groep die in 1932 werd 'overgenomen' door Lew Stone. Met deze band maakte hij plaatopnames, waarop Winters zong. Zijn stem was voor een man behoorlijk hoog en platenkopers wisten niet goed of hier nu een man of vrouw zong. Tijdens zijn tijd bij Lew Stone had Winters tevens een groep met collega Nat Gonella, tot die erg populair begon te worden. In 1937 vertrok Winters naar de groep van Bert Ambrose. Hij maakte opnames met Coleman Hawkins toen die in 1934 in Londen was en met Ray Noble. In april 1936 nam hij voor Decca Records (onder eigen naam) de nummers "How Many Tomes?“ en "Frankie and Johnny“ op, waarop hij zong. In zijn toenmalige groep Tiny Winters and His Bogey Seven speelden Tommy McQuater, Andy McDevitt, Don Barrigo, Ernest Ritte, Monia Liter, Archie Slavin en Ronnie Gubertini. Tijdens de Tweede Wereldoorlog diende Winters in de RAF.
Van 1948 tot 1955 trad hij regelmatig op in Hatchett’s Club in Londen. Hij was tevens een veelgevraagd sessiemuzikant en speelde hij in West End-theaterproducties. Hij werkte mee aan de tv-show Black and White Minstrel Show, waarin trombonist George Chisholm een van de centrale figuren was. Hij speelde ook in Chisholm's band The Jazzers. In 1982 toerde hij in een show met Nat Gonella-muziek. Midden jaren 80 speelde hij met Hebe and The Mayfair Merrymakers, tevens werkte hij mee aan een het album With Nat in Mind (A Celebration of Nat Gonella) van Digby Fairweather's New Georgians (1986). Winters leidde verder enkele groepen: Kettner's Five, Cafe Society Orchestra en Palm Court Trio. In de jazz nam hij tussen 1932 en 1986 deel aan 143 opnamesessies. In 1989 speelde Winters mee op de laatste opnames van Benny Waters in Europa.
De bassist schreef een (ongepubliceerde) autobiografie.